# Скворцов, Александр Фёдорович
Александр Федорович Скворцов (30 июня 1918 д. Осташево, Краснохолмский район, Тверская область, РСФСР — 1980 Ленинград, СССР) — Участник Великой Отечественной войны, Герой Социалистического Труда (21.05.1963).

## Биография
Родился 30 июня 1918 года в деревне Осташево Краснохолмского района Тверской области. С 1934 года ученик формовщика на карбюраторном заводе Ленинграда, учился в школе фабрично-заводского ученичества. Три года работал на заводе имени Ленина. С 1939 года работал на заводе «Большевик».
В 1941 году призван в ряды РККА. С 1942 года член партии ВКП(б)/КПСС. В 1942 году назначен помощником командира взвода 25-го отдельного батальона связи 80-й стрелковой дивизии Ленинградского фронта. В звании старшего сержанта был награждён двумя орденами «Знак Почета».
После войны, возобновил работу на заводе «Большевик», где получил высокую квалификацию формовщика, бригадир известной в заводе бригады.
По инициативе руководимой им бригады вышла инициатором соревнования по седьмой пятилетке (1959—1965) вышла победителем.
Указом Президиума Верховного Совета СССР от 21 мая 1963 года за выдающиеся успехи, выработанные нормы работы на заводе, быстротой и качеством производимой продукции, но и за подготовку молодых ленинградских металлургов Скворцова Александру Фёдоровичу присвоено звание Героя Социалистического Труда с вручением ордена Ленина и золотой медали «Серп и Молот».
Жил и работал в Ленинграде (ныне Санкт-Петербург). Умер в 1980 году.
Избирался делегатом Ленинградского городского Совета.

## Награды
- Герой Социалистического Труда (21.05.1963);
- Орден Ленина (21.05.1963);
- Орден Знак Почёта (29.06.1960)[2];
- Медаль «За отвагу»(09.05.1942)[2];
- Медаль «За отвагу» (30.04.1944)[2];
- Медаль «За победу над Германией в Великой Отечественной войне 1941—1945 гг.» (09.05.1945)[2];
- Медаль «За взятие Берлина» (09.06.1945)[2];
- Медаль «За освобождение Праги» (09.06.1945)[2].